# 顺德街道
顺德街道，是中华人民共和国贵州省毕节市大方县下辖的一个街道办事处。
2013年5月9日，贵州省人民政府批复同意撤销大方镇，以原大方镇新铺村、小路村、大屯村、金鱼村、新庄村、龙昌村、余石村、白石村，小屯乡石墙村，东关乡岩下村等10个村地域为顺德街道办事处行政区域，办事处驻金鱼村。
2019年8月8日，原顺德街道的家园社区、同心社区、幸福社区、白石社区、岩下社区、余石社区划归九驿街道管辖。

## 行政区划
顺德街道下辖以下地区：
白石村、余石村、龙昌村、新庄村、金鱼村、新铺村、大屯村、小路村、岩下村和石墙村。
2019年8月8日行政区划调整后，顺德街道辖新庄社区、小路社区、大屯社区、龙昌社区、新铺社区、金鱼社区、石墙社区。